# Illigera
Az Illigera a babérvirágúak (Laurales) rendjébe, ezen belül a Hernandiaceae családjába tartozó nemzetség.

## Előfordulásuk
Az Illigera-fajok Afrika nyugati és középső részein, valamint Madagaszkáron fordulnak elő. Délkelet-Ázsiában, a Fülöp-szigeteken, Indonéziában és Pápua Új-Guineán is fellelhetőek.

## Rendszerezés
A nemzetségbe az alábbi 28 faj tartozik:
- Illigera appendiculata Blume - típusfaj
- Illigera aromatica S.Z.Huang & S.L.Mo
- Illigera brevistaminata Y.R.Li
- Illigera cava Breteler & Wieringa
- Illigera celebica Miq.
- Illigera cordata Dunn
- Illigera elegans Duyfjes
- Illigera gammiei M.P.Nayar & G.S.Giri
- Illigera glabra Y.R.Li
- Illigera grandiflora W.W.Sm. & Jeffrey
- Illigera henryi W.W.Sm.
- Illigera khasiana C.B.Clarke
- Illigera luzonensis (C.Presl) Merr.
- Illigera madagascariensis H.Perrier
- Illigera megaptera Merr.
- Illigera nervosa Merr.
- Illigera novoguineensis Kubitzki
- Illigera orbiculata C.Y.Wu
- Illigera parviflora Dunn
- Illigera pentaphylla Welw.
- Illigera pierrei Gagnep.
- Illigera pseudoparviflora Y.R.Li
- Illigera pulchra Blume
- Illigera rhodantha Hance
- Illigera thorelii Gagnep.
- Illigera trifoliata (Griff.) Dunn
- Illigera vespertilio (Benth.) Baker f.
- Illigera villosa C.B.Clarke